# Sauerstoffgehalt des Blutes
Der Sauerstoffgehalt des Blutes oder die Sauerstoffkonzentration im Blut wird üblicherweise in der Einheit ml/dl angegeben und entspricht dann dem Gasvolumen an Sauerstoff (O2) in Millilitern, das in 100 Milliliter Blut enthalten ist.
Unterschieden wird zwischen dem arteriellen Sauerstoffgehalt (CaO2) und dem venösen Sauerstoffgehalt (CvO2). Die diagnostische Aussagekraft des arteriellen Sauerstoffgehaltes ist hoch und erlaubt unter Berücksichtigung des Herzzeitvolumens Rückschlüsse auf die Versorgung des Patienten mit Sauerstoff.

## Anteile
Die Menge des im Blut enthaltenen Sauerstoffs setzt sich zusammen aus dem im Blut physikalisch gelösten Sauerstoffanteil und dem chemisch an das Hämoglobin (Hb) gebundenen Sauerstoffanteil.
- Das Volumen des im Blut gelösten Sauerstoffes hängt ab vom Partialdruck des Sauerstoffes (pO2) in der Gasphase und der Löslichkeit von Sauerstoff in der Blutflüssigkeit. Die Konzentration von physikalisch gelöstem Sauerstoff in der Flüssigphase verhält sich nach dem Henry-Gesetz proportional zum Partialdruck in der Gasphase und lässt sich mit der spezifischen Henry-Löslichkeitskonstanten als Proportionalitätsfaktor errechnen. Im Normalfall macht der physikalisch gelöste nur einen geringen Anteil des gesamten im Blut transportierten Sauerstoffs aus.

- Das Volumen des in einem Deziliter Blut an das Hämoglobin gebundenen Sauerstoffes ist abhängig von der Konzentration des Hämoglobins sowie von dessen Sauerstoffsättigung. Die Konzentration von Hämoglobin wird oft in g/dl angegeben. Welches Volumen Sauerstoff maximal an das Hämoglobin gebunden werden kann, lässt sich mit Hilfe einer Konstanten berechnen, der Hüfner-Zahl. Sie wird in der Literatur mit 1,34 ml/g angegeben (in vivo; in vitro liegt der Wert für die maximale Sauerstoffbindungskapazität mit 1,39 ml/g höher). Bezogen auf das Maximum in vivo als 100 % (= 1) gibt dann die Sauerstoffsättigung (sO2) prozentual den Anteil des mit Sauerstoff gesättigten Hämoglobins an.

Dementsprechend lautet die Berechnungsformel für den arteriellen Sauerstoffgehalt:
CaO2 = (paO2 [mmHg] × 0,0031 [1/mmHg*ml/dl]) + (Hb [g/dl] × 1,34 [ml/g] × SaO2)

## Normwerte
Wegen der geschlechtsunterschiedlichen Normwerte des Hämoglobins unterscheiden sich auch die Normwerte des Sauerstoffgehaltes im arteriellen Blut bei Männern und Frauen: Der CaO2 bei Männern beträgt 20,4 ml/dl und bei Frauen 18,6 ml/dl. Im venösen Blut sind in der Regel 14–15 ml/dl enthalten (CvO2).
Die Differenz von CaO2 und CvO2 wird als arteriovenöse Sauerstoffgehalt(s)differenz oder arteriovenöse Sauerstoffdifferenz (avDO2) bezeichnet und liegt normalerweise im Durchschnitt bei ungefähr 4–6 ml/dl. Die Sauerstoffausschöpfung im Gewebe differiert in den verschiedenen Organen schon in Ruhe erheblich. So werden in Abhängigkeit von der Sauerstoffextraktion in der Mikrozirkulation beispielsweise arteriovenöse Sauerstoffdifferenzen von etwa 1,5 ml/dl für die Nieren, etwa 6,5 ml/dl für das Gehirn und etwa 11,5 ml/dl für das Herz gemessen.
Unterschreitet der arterielle Sauerstoffgehalt den Bereich der jeweiligen Normwerte, wird dies als arterielle Hypoxämie bezeichnet. Ein Absinken des CaO2 auf Werte unter 12 ml/dl gilt als kritisch.